# Arisztillosz
Arisztillosz (i. e. 3. század, kb. 280. körül) egy görög csillagász volt, életéről nagyon kevés adat maradt fenn. Annyit tudunk róla, hogy az alexandriai könyvtárban dolgozott, és – a szintén csillagász – Timokharisz segítségével i. e. 280 körül elkészítette az első csillagkatalógust.
A Holdon lévő Arisztillosz krátert róla nevezték el.

## Külső hivatkozások
- Iqdepo/Csillagászat évszámokban
- Aristillus (angol)